# Drunk Monkeys"TOUR 2008"and"+α"
「Drunk Monkeys“TOUR 2008”and“+α”」は大橋卓弥の初のライブDVDである。

## 解説
- DISC-1には初のソロツアー「大橋卓弥 with Drunk Monkeys TOUR 2008」のZepp Sapporoでの最終公演のライブ映像とツアー初日から最終日までの4ヶ月間の軌跡を振り返るツアー・ドキュメント映像を、DISC-2には追加公演「大橋卓弥 with Drunk Monkeys TOUR 2008+α」の日本武道館でのライブ映像を収録。

## バンドメンバー
大橋卓弥 (Vocal, Guitar)
古田たかし (Drums, Chorus)
斎藤有太 (Keyboards, Chorus)
山口寛雄 (Bass, Chorus)
新井"ラーメン"健 (Guitar, Chorus)

## 収録会場
- 日本武道館(DISC-2)

## 収録内容

### DISC-1
1. オープニング
2. ブルース
3. 記憶
4. Magic Girl
5. 塊
6. Spiral
7. はじまりの歌
8. ありがとう

### DISC-2
1. Drunk Monkeysのテーマ
2. SKY
3. 恋愛マスター
4. ブルース
5. 記憶
6. 冷たい世界
7. 少年と空
8. たしかなこと
  - 小田和正の楽曲のカバー
9. Horses
  - keyboard monkey：斎藤有太の楽曲のカバー
10. Runway
  - 小坂忠のアルバム『Connected:コネクテッド』で大橋が書き下ろした楽曲のセルフカバー
11. Magic Girl
12. 塊
13. Spiral
14. はじまりの歌
15. ありがとう
16. 帰り道
17. Loopy! Loopy!
18. 温かい世界
19. バトン(2008 Live Ver.) 
  - アルバム未収録曲

## 初回特典内容
- 三方背ハードカバー＋デジパック＋フォトブック付豪華パッケージ仕様。
- 特典映像として大橋卓弥&Drunk Monkeysインタビュー、ZeppNagoyaで大橋一人で演奏された「ありがとう(Acoustic Ver.)」、ライブセッション「SHIMEHARI-TSURU ROCK (新潟LOTS) 」スライドショーを収録。